# Střemcha pozdní

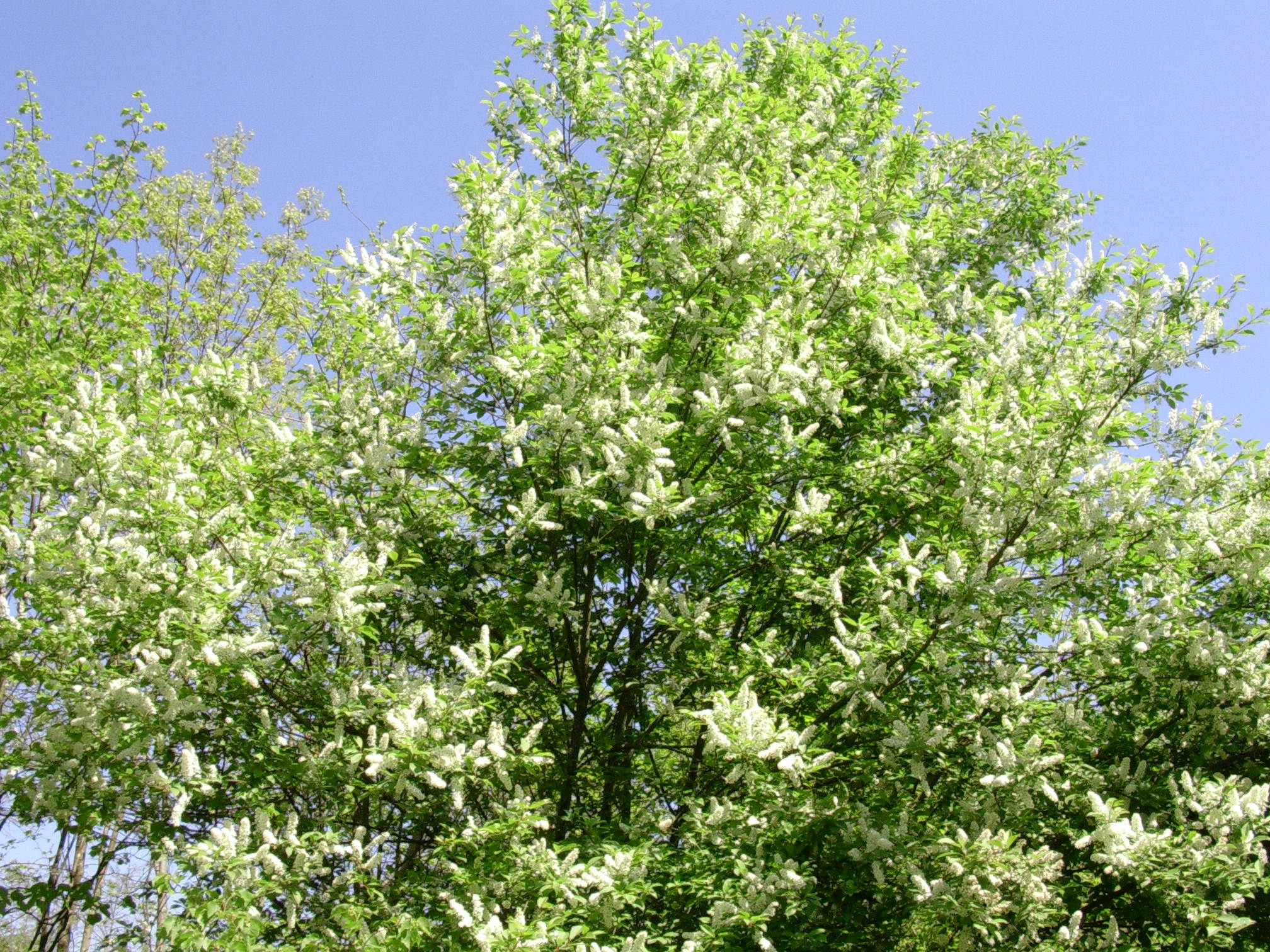
Kvetoucí střemcha pozdní

Střemcha pozdní (Prunus serotina) je opadavý strom, neofyt a invazní druh z rodu slivoň. Jeho nejbližším příbuzným rostoucí v české přírodě je původní druh střemcha obecná, která za invazní považována není.

## Rozšíření
Dřevina pochází ze severovýchodu Severní Ameriky, kde roste od jihovýchodu Kanady až po Guatemalu. Byla roku 1630 dovezen do Paříže a začala se jako okrasný strom sázet do evropských parků a zahrad. Nejvíce se rozšířila v západní, severní a střední Evropě, nejhojněji se vyskytuje v Německu, Dánsku a Polsku. Prvé zmínky o jejím výskytu z území nynější České republiky pocházejí z počátku 19. století. V současnosti není v Česku příliš četná, v okolních státech se ale rychle šíří.

## Ekologie
Ve středoevropských podmínkách se jí nejlépe daří v nížinách a pahorkatinách do výšky 500 m nad mořem, roste hlavně na písčitých až hlinitých kyselejších půdách, krátkodobě snáší i podmáčení. V Novém světě se vyskytuje v místech se širokým rozsahem teplot a dešťových srážek a v nadmořských výškách od hladiny moře až po 1500 m.
Střemcha pozdní roste velmi rychle a obvykle brzy přeroste okolní stejnověké stromy. Kořeny většinou nezasahuji hlouběji než 60 cm, zvláště na vlhkých místech koření plytce a je proto ve vyšším věku citlivá na větrné bouře. Vyskytuje se hlavně ve smíšených lesích, nejčastěji ve společenstvech s duby a borovicemi. Stromy začínají kvést ve věku asi 10 let a dožívají se nejvýše 180 let.

## Popis

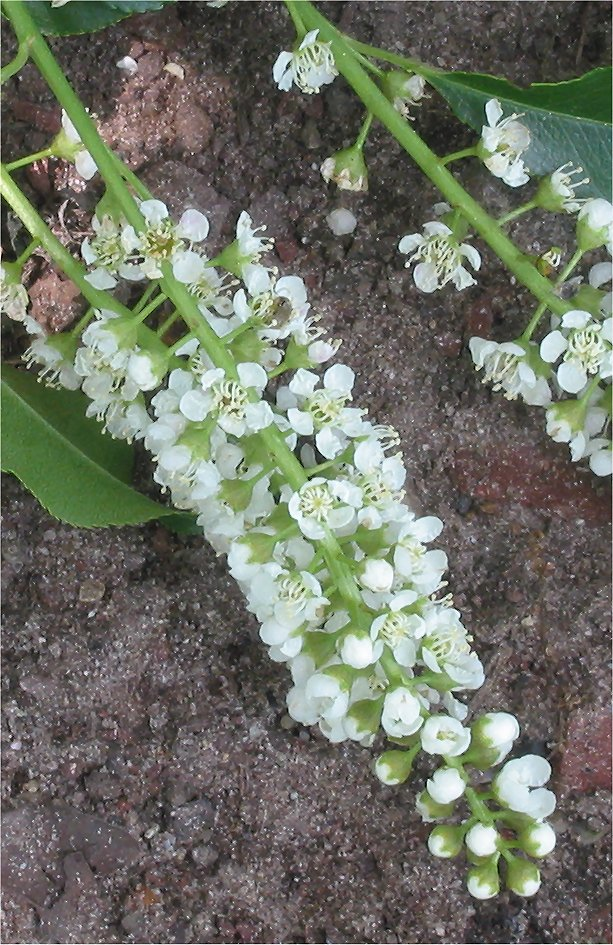
Květenství

Opadavý, listnatý strom vysoký 15 až 25 m s úzkou korunou, někdy vícekmenný či vyšší keř s voňavou, hnědou kůrou. Kořeny jsou široce rozprostřené, ale nehluboké. Kmen stromu může mít i více než metr v průměru. Větve jsou krátké, téměř vodorovné, v mládí jsou červeně hnědé a lesklé, později tmavě hnědé a čtvercovitě rozpraskané. Kožovité listy s řapíky mají čepele 6 až 12 cm dlouhé, ty bývají podlouhle elipsovité neb úzce obvejčité, na bázi klínovité, po okraji pilovité a na vrcholu jsou zakončené dlouhým hrotem. Na svrchní straně jsou tmavozelené, na spodní světlozelené a podél střední žilky mají rezavé chlupy.
Bílé, vonné květy, 1 až 1,5 cm velké, vyrůstají jednotlivě a vytvářejí úzké, válcovité, až 30květé hrozny dlouhé až 15 cm, které jsou při kvetení vystoupavé a za plodů svěšené. Vytrvalé kališní lístky jsou podlouhle vejčité. Krémově bílé korunní lístky jsou obvejčité a mají tři až čtyři zoubky. Kvetou v květnu až červnu, opylovány jsou létajícím hmyzem nacházející v květech dostatek pylu i nektaru. Samosprašení nepřináší životaschopné semena.
Plody hořké chuti jsou kulovitě vejčité, asi 1 cm velké peckovice se zřetelným vytrvalým kalichem. Postupně s dozráváním (v září a říjnu) se zbarvují červeně až tmavě purpurově, obsahují po hladké pecce.

## Rozmnožování
Stromy nejvíce kvetou v období mezi 30 a 100 léty. Převážná část semen v plodech spadne v okolí matečního stromu. Plody požírají ptáci, hlodavci, lišky i medvědi a nestrávená semena šíří v trusu. Semena jsou nestejně dormantní, některá vyklíčí po absolvování prvního zimního období již na jaře následujícího roku, jiná až za tři a více let. V době klíčení endosperm bobtná a rozpůlí pecku na dvě části, klíčení je hypogenické, děložní lístky zůstávají pod povrchem.
Často také obráží z pařezů a shluky mladých výhonů rostou na plném slunci mnohem rychleji než ze semen. Druh je netolerantní k zastínění a mnoho mladých semenáčků vyrostlých pod staršími stromy uhyne.

## Význam
Střemcha pozdní je v oblastech původního rozšíření předmětem komerčního využívaní. Její dřevo s jemnou aromatickou vůni je roztroušeně pórovité. Úzká běl (ne širší než 10 letokruhů) je nažloutlá až načervenalá, proti hnilobě odolné jádro je nahnědlé s nazelenalým nádechem a postupně ztmavne do červenohnědá se zlatavým nádechem. Měrná hmotnost dřeva je 590 kg/m³. Dřevo je pevné a tvrdé, dobře se suší a má rozměrovou stálost. Lze ho opracovávat všemi běžnými postupy. Používá se hlavně na výrobu luxusního nábytku a pro dekorativní účely v interiéru.
Plody nejsou vhodné ke konzumaci lidmi. Jsou však každoroční vítanou potravou pro množství ptáků a jiných živočichů při tvorbě zimních zásob.
V Andách se Střemcha pozdní (var. Capuli) pěstuje hojně pro ovoce, které se konzumuje především zasyrova.

## Invazní druh
Na rozdíl od domácí střemchy obecné je střemcha pozdní považována v Evropě za invazní druh. Velmi rychle se šíří v lesích i mimo, obsazuje kdejaká volná prostranství, louky, křovinaté stráně a dostává se do blízkosti obdělávané půdy a zahrad.
Vědci hledali příčiny, proč se takto agresivně nechová v domovině, ve Spojených státech. Bylo zjištěno, že na americkém kontinentu existují půdní patogeny, virulentní typy houby rodu Pythium, které střemchu pozdní napadají a tak její šíření udržují v přijatelných mezích.

## Galerie

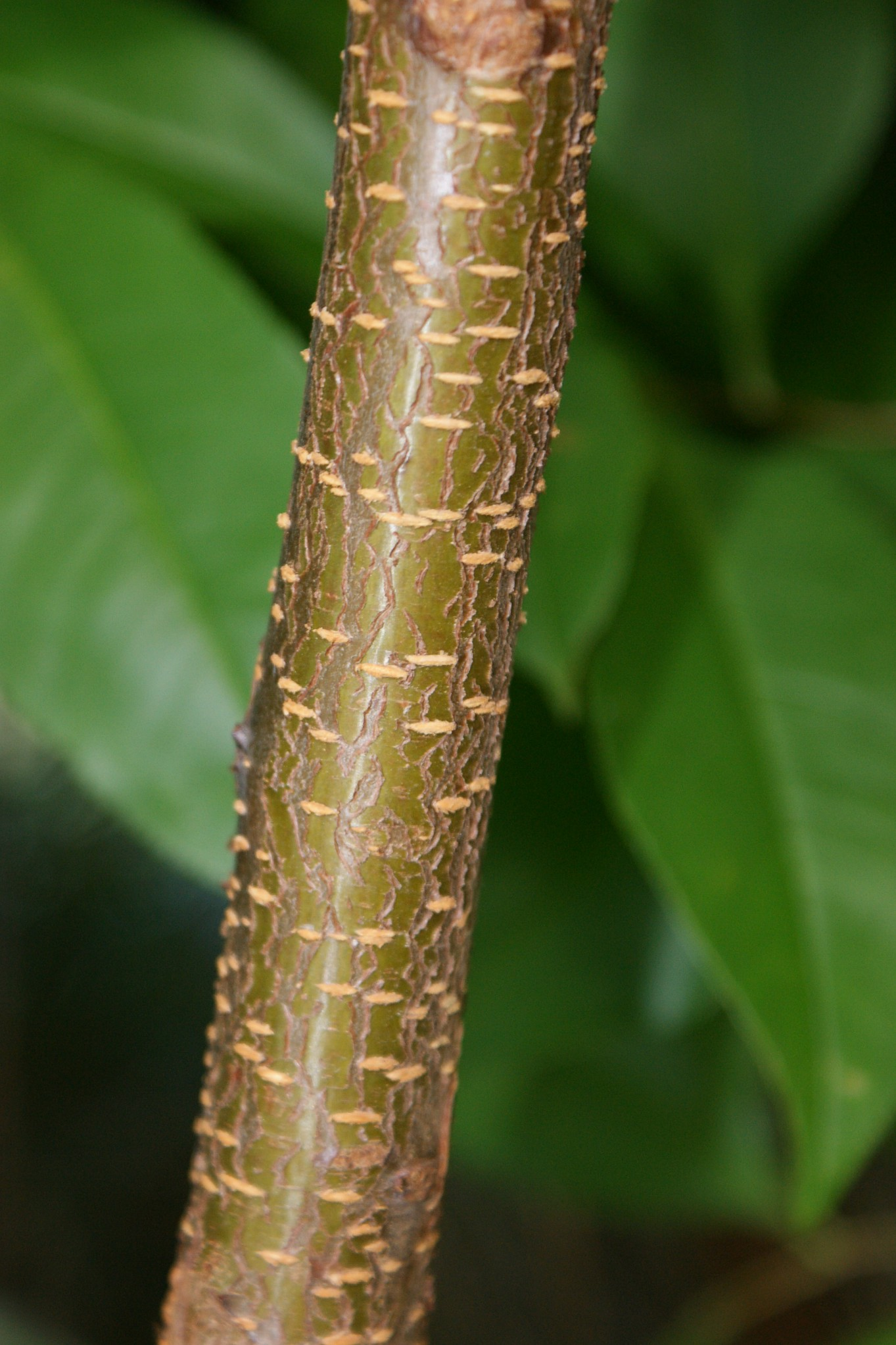
Letorost
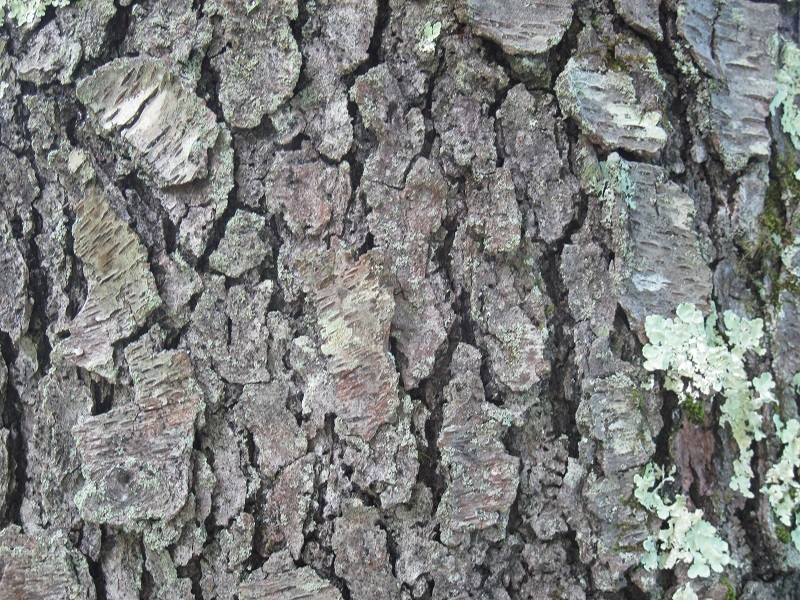
Kmen
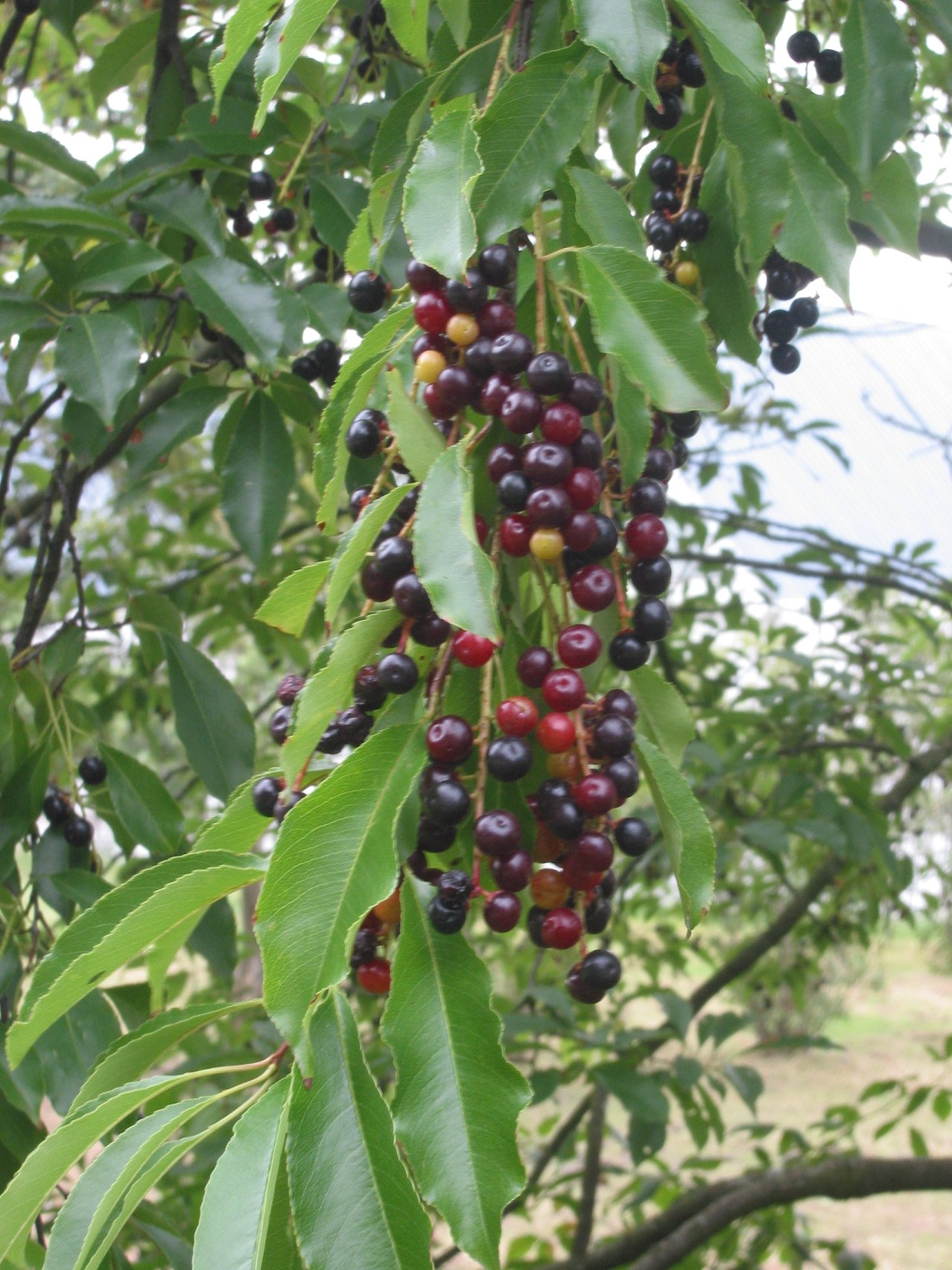
Zrající plody
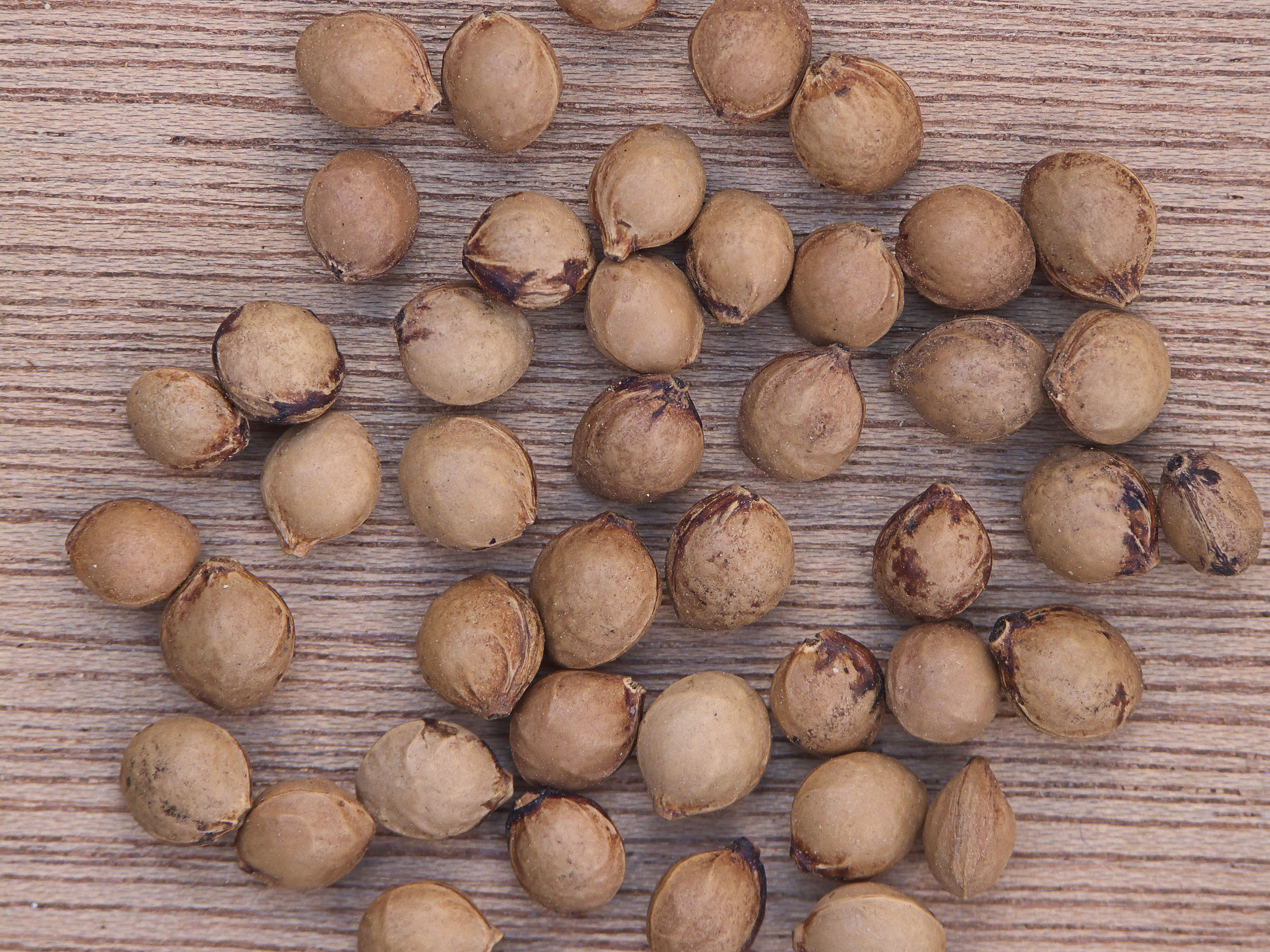
Semena (pecky)